# El Lute: camina o revienta
El Lute: camina o revienta és una pel·lícula espanyola de 1987 dirigida per Vicente Aranda. Va tenir una segona part a l'any següent titulada El Lute II: mañana seré libre (1988). Totes dues obres narren la vida del delinqüent i pròfug dels anys seixanta Eleuterio Sánchez, «El Lute», basant-se en les memòries escrites pel mateix El Lute quan era a la presó el 1977. El principal paper fou interpretat per Imanol Arias i amb ell va guanyar el premi Conquilla de Plata al millor actor. La seva companya de repartiment, Victoria Abril, va obtenir aquest mateix guardó per la seva interpretació en el paper de Chelo.
Entre totes dues pel·lícules van obtenir nou candidatures als Premis Goya, sense arribar a rebre cap guardó. Sí van rebre, però els Fotogramas de Plata a la millor pel·lícula, millor actor i millor actriu.

## Argument
En 1960, una família transhumant de mercheros recorre Extremadura. Porten una vida dura, causa per la qual la mare mor. El fill, Eleuterio Sánchez Rodríguez, «El Lute» (Imanol Arias), roba unes gallines i és condemnat a sis mesos de presó. Anys després, en 1965, després de l'assalt a una joieria de Madrid, en el qual mor el vigilant, és jutjat i condemnat a la pena de mort. No obstant això, la pena és commutada per la de cadena perpètua i «El Lute» s'escapoleix durant un trasllat. Des d'aquest moment, comença la seva fugida assetjat per la Guàrdia Civil.

## Repartiment
- Imanol Arias - Eleuterio
- Victoria Abril - Chelo
- Antonio Valero - Medrano
- Carlos Tristancho - Augudo
- Margarita Calahorra - Mare de Chelo

## Premis i candidatures
Festival Internacional de Cinema de Sant Sebastià
| Categoria                             | Persona        | Resultat   |
| ------------------------------------- | -------------- | ---------- |
| Conquilla de Plata al millor actor    | Imanol Arias   | Guanyador  |
| Conquilla de Plata a la millor actriu | Victoria Abril | Guanyadora |

II Premis Goya
| Categoria                  | Persona           | Resultat  |
| -------------------------- | ----------------- | --------- |
| Millor pel·lícula          | Millor pel·lícula | Candidata |
| Millor director            | Vicente Aranda    | Candidat  |
| Millor actriu protagonista | Victoria Abril    | Candidata |
| Millor actor protagonista  | Imanol Arias      | Candidat  |